# Pável Gerdt
Pável Andréyevich Gerdt, también conocido como Paul Gerdt (22 de noviembre de 1844-30 de julio de 1917), fue el Premiere Danseur Noble del Ballet Mariinski, el Teatro Bolshói Kámenny, y el Teatro Mariinsky por 56 años, haciendo su debut en 1860, y retirándose en 1916. Su hija Elizaveta Gerdt fue también una prominente ballerina y maestra. 
Gerdt estudió con Aleksandr Pímenov, un alumno del legendario Charles Didelot, y con Jean Petipa, el padre de Marius Petipa, un maestro de la antigua pantomima y alumno de Auguste Vestris. Fue conocido como el Caballero Azul de los escenarios de San Petersburgo, creando los roles de casi todos los papeles principales masculinos a lo largo de la segunda mitad del siglo XIX, entre ellos, el Príncipe Desirè en La bella durmiente, y el príncipe Coqueluche en El cascanueces. Nadie en el teatro conocía su verdadera edad y, cuando se le preguntaba, siempre decía que tenía 23. 
Entre sus alumnos en la Escuela del Ballet Imperial estuvieron Michel Fokine, Vaslav Nijinsky, Tamara Karsávina, Agrippina Vagánova, Serguéi Legat, George Balanchine y Anna Pávlova, a quienes enseñó el altísimo salto de Marie Taglioni y Carlotta Grisi.